# 牛原虚彦
牛原 虚彦（うしはら きよひこ、1897年3月22日 - 1985年5月20日）は、日本の映画監督、脚本家。本名は牛原 清彦。
初期の松竹蒲田撮影所で活躍した映画監督で、鈴木傳明とのコンビで明朗な青春映画などを作り、島津保次郎らとともに蒲田映画の一翼を担った。渡米してチャールズ・チャップリンの映画『サーカス』の製作に参加したことでも知られる。監督引退後は日本大学芸術学部教授や日活芸術学院初代学院長などに就いて後進の指導にあたった。毎日映画コンクール創設メンバーの一人でもある。妻は女優の三村千代子で、息子は日活で活躍した映画監督の牛原陽一。

## 来歴・人物

### 松竹キネマ入社
1897年（明治30年）3月22日、熊本県熊本市京町に、父・満太郎と母・冬の6人兄妹の5番目として生まれる。祖父の次三郎は京都禁裡警衛の任に選ばれた細川藩士54名の一人で、父の満太郎は熊本隊士として西南戦争に参加した後、九州日日新聞に勤務しながら柔術道場の師範を兼ねていた。壺川尋常小学校を経て、旧制熊本県立中学済々黌を卒業し、1914年（大正3年）に第五高等学校第一部乙類に入学。同校卒業後、東京帝国大学（現在の東京大学）文学部英文学科に入学する。
1920年（大正9年）、松竹キネマ合名社理事の吉田克巳の紹介で、同社理事兼撮影総監督の小山内薫門下の一人となり、6月に松竹蒲田撮影所監督部へ社員として入社、その翌月に帝大を卒業した。しかし、当時は活動写真の社会的地位が極めて低い時代だったため、帝大生の映画界入りは周囲に物議を醸した。学費の一部を援助してもらっていた肥後奨学会の理事会でも「とんでもないこと」と問題になり、「何も河原乞食を作るために、金を出したわけでない」と言われたが、理事長だった細川護立侯爵が「この奨学会から、一人ぐらい風変りが出るのも面白かろう」と理解を示して許可されたという。初出社の日に応接室で後に妻となる三村千代子と初めて出会っている。牛原は小山内の薦めで新派出身の賀古残夢の助手となり、『呪の巫女』がその最初の仕事となった。その傍ら賀古の監督作の脚本も執筆した。
同年11月、社の製作陣と対立して松竹キネマ研究所を設立した小山内に従って同研究所に参加。この時、賀古監督と五味国太郎から蒲田に残るように勧められたが、小山内らの目指す欧米流の映画作りの魅力に情熱を掻き立て、結局研究所へ参加した。この研究所には島津保次郎や村田実、松竹キネマ俳優学校の卒業生である鈴木傳明、沢村春子らも参加した。研究所の第1回作品『路上の霊魂』では脚本を書き、別荘の執事役（茂原熊彦名義）で出演もしている。翌1921年（大正10年）、研究所第2回作品で、北村小松がカール・ブッセの詩「山のあなたの空遠く…」に着想を得てシナリオを書いた『山暮るる』で監督デビュー。その後、蒲田撮影所に出向を命じられて、徳田秋声の連載小説をオールキャストで映画化した『断崖』を監督するが、8月に研究所が解散、島津とともに蒲田撮影所に復帰することとなった。

### 蒲田撮影所での活躍
蒲田撮影所復帰後から1923年（大正12年）8月までに監督した作品は23本で、無字幕映画の『狂へる剣技』、勝見庸太郎主演の『母いづこ』、三村主演の『傷める小鳥』などの感傷悲劇ものを多く撮り、「センチメンタル牛原」と呼称された。1922年（大正11年）、蒲田撮影所で庶民派女優として活躍していた三村と結婚した。
1923年（大正12年）9月1日、徳田秋声原作の『無花果』の撮影初日を迎えて、蒲田撮影所のダークステージで撮影中に関東大震災に遭遇、撮影所は罹災し、京都に下加茂撮影所をつくって撮影所の機能を移転。9月12日に牛原は妻とともに、横浜から救難船のウエスト・オロワ号に乗って神戸まで向かい、そのあと京都に移住した。京都では、震災を扱った『大地は怒る』など数本を製作したが、翌1924年（大正13年）には蒲田撮影所が機能復帰し、震災で製作が中止していた『無果花』を監督後、勝見主演の『詩人と運動家』や、日活と東亜キネマとの競作になった『大地は微笑む』（三部作）などを監督した。
1926年（大正15年）、松平侯爵の援助でアメリカへ渡ることとなり、1月8日に天洋丸で横浜を出港、1月26日にロサンゼルスに到着した。牛原は帰国まで南アードモア街の上山草人宅に滞在し、到着の翌日から上山の案内で撮影所見学に回った。2月4日からポール・スローン監督の『Eve's Leaves』にエキストラとして出演。3月15日には牛原が持参した『象牙の塔』と『乃木将軍』の上映会を、ロサンゼルス日本領事の大橋忠一の厚意によりアンバサダーホテルで行われ、アンナ・メイ・ウォンやキング・ヴィダーらが来会した。また、高野虎市の厚意でチャールズ・チャップリンの『サーカス』の撮影に立ち会う機会にも恵まれた。

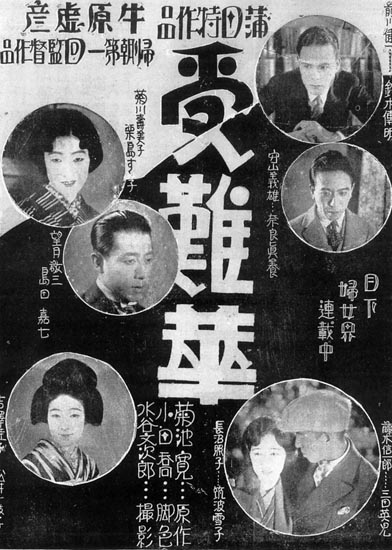
『受難華』（1926年）のポスター。「牛原虚彦帰朝第一回監督作品」と銘打って公開された。

同年7月22日、天洋丸で帰国。帰国第1回作品は『受難華』で、当時雑誌『婦女界』に連載中だった菊池寛の小説の映画化である。『受難華』は栗島すみ子・松井千枝子・筑波雪子が競演した全18巻の大作で、600円もかかった原作料は日本一高いと評判になった。また、ハリウッドで学んだ斬新な演出手腕を発揮して大ヒットし、第1回キネマ旬報ベスト・テンで第6位となった。
1927年（昭和2年）2月、映画を批判する文壇人に対抗する映画実際家連盟「友達の会」に参加。また同年「友達の会」に参加した鈴木傳明を主演に『彼と東京』『彼と田園』『陸の王者』『彼と人生』といった、モダンで明朗快活な青春映画で高い評価を受けた。
1930年（昭和5年）、蒲田撮影所創設10周年記念特作映画と銘打たれた『進軍』を監督。1年以上かけて撮影を行い、膨大な製作費をかけて製作された。キネマ旬報ベスト・テン第2位の『若者よなぜ泣くか』を撮った後、松竹を退社する。

### 松竹退社後
同年末にトーキー映画研究のためフランス、イギリス、アメリカと渡り、1932年（昭和7年）に帰国。1933年（昭和8年）、日活太秦撮影所に移籍し4本の監督作を発表するが、1934年（昭和9年）には新興キネマ京都撮影所に移籍。1942年（昭和17年）、戦時統合で新興キネマが他2社と合併して大映が創立されると同社専属となり、同社第1回作品の『維新の曲』を監督する。以後、モンゴルで長期ロケを行った『成吉思汗』などを発表するが、サイレント時代のような演出の清新さは見られなくなった。1949年（昭和24年）、特撮映画の先駆けといわれるパートカラー作品『虹男』が最後の監督作品となり、翌1950年（昭和25年）に大映を退社した。
同年1月、日本大学芸術学部映画学科客員教授に就任。1952年（昭和27年）、ポール・スローン監督が大映に招かれて撮った『いついつまでも』で協力監督を務める。1955年（昭和30年）4月、共立女子大学文芸学部講師に就任し、翌1956年（昭和31年）には日大芸術学部映画学科主任教授。1975年（昭和50年）からは日活芸術学院初代学院長を務める。日大芸術学部の教え子にはアニメーションの池田宏監督がおり、池田のそのまた教え子には片渕須直監督がいる。また、第17回ヴェネツィア国際映画祭、第1回・第3回モスクワ国際映画祭にそれぞれ審査員として出席している。1975年（昭和50年）、新藤兼人監督の長編記録映画『ある映画監督の生涯 溝口健二の記録』に出演した。
1985年（昭和60年）5月20日、脳血栓のため死去。88歳没。
2010年（平成22年）、第29回ポルデノーネ無声映画祭で「松竹の三巨匠」の特集が組まれ、島津保次郎・清水宏両監督作品とともに、牛原の『海浜の女王』『感激時代』『進軍』『若者よなぜ泣くか』が上映された。

## 受賞・受章歴
- 1965年：紫綬褒章
- 1968年：勲四等旭日小綬章
- 1983年：第7回山路ふみ子映画功労賞
- 1985年：第39回毎日映画コンクール 特別賞

## 作品の現存状況
牛原の監督作品全102本の内、現存するのは13本（うち断片4本）のみで、『若者よなぜ泣くか』『進軍』『怪猫謎の三味線』『維新の曲』『剣風練兵館』『いつの日か花咲かん』『誰に恋せん』『虹男』の8本がほぼ完全な尺で現存しており（ただし『虹男』のカラーパートは失われており、現存する版の該当部分は関係者の証言などから復元された物である）、『街の人気者』は87分尺のものが現存している。『噫無情 第一篇』は9分尺、『海浜の女王』は14分尺、『感激時代』は19分尺、『彼と人生』は9分尺の断片が現存している。また、脚本を書いた『路上の霊魂』もほぼ完全な状態で現存している。
『誰に恋せん』は衛星劇場の『幻の蔵出し映画館』にて、2020年に発掘放送された。

## 監督作品
Category:牛原虚彦の監督映画も参照
- 山暮るる（1921年、松竹キネマ研究所）
- 断崖（1921年、松竹キネマ）
- 呪いの金鉱（1921年、松竹キネマ）
- 山へ帰る（1921年、松竹キネマ）
- 剣舞の娘（1921年、松竹キネマ）
- 狂へる剣技（1921年、松竹キネマ）
- 母いづこ（1922年、松竹キネマ）
- 橘大隊長（1922年、松竹キネマ）
- 傷める小鳥（1922年、松竹キネマ）
- 狼の群（1923年、松竹キネマ）
- 噫無情 第一篇 放浪の巻（1923年、松竹キネマ）
- 大地は怒る（1923年、松竹キネマ）
- 南の漁村（1923年、松竹キネマ）
- 子供の世界（1924年、松竹キネマ）
- 無花果（1924年、松竹キネマ）
- 黒川博士（1924年、松竹キネマ）
- 詩人と運動家（1924年、松竹キネマ）
- 小唄集 第一篇 鈴蘭（1924年、松竹キネマ）
- 大地は微笑む（1925年、松竹キネマ）
- 恋の選手（1925年、松竹キネマ）
- 受難華（1926年、松竹キネマ）
- 昭和時代（1927年、松竹キネマ）
- 村の人気者（1927年、松竹キネマ）
- 海浜の女王（1927年、松竹キネマ）
- 感激時代（1928年、松竹キネマ）
- 彼と東京（1928年、松竹キネマ）
- 彼と田園（1928年、松竹キネマ）
- 陸の王者（1928年、松竹キネマ）
- 彼と人生（1929年、松竹キネマ）
- 大都会 労働篇（1929年、松竹キネマ）
- 進軍（1930年、松竹キネマ）
- 大都会 爆発篇（1930年、松竹キネマ）
- 若者よなぜ泣くか（1930年、松竹キネマ）
- 心の太陽（1934年、日活）
- 南風薩摩歌（1937年、新興キネマ）
- 怪猫謎の三味線（1938年、新興キネマ）
- 旗岡巡査（1940年、新興キネマ）
- 維新の曲（1942年、大映）
- 成吉思汗（1943年、大映）
- 剣風練兵館（1944年、大映）
- 街の人気者（1946年、大映）
- いつの日か花咲かん（1947年、大映）
- 誰に恋せん（1948年、大映）
- 虹男（1949年、大映）